# Warren (Illinois)
Warren és una vila dels Estats Units a l'estat d'Illinois. Segons el cens del 2000 tenia 1.496 habitants.

## Demografia
Segons el cens del 2000, Warren tenia 1.496 habitants, 622 habitatges, i 408 famílies. La densitat de població era de 601,7 habitants/km².
Dels 622 habitatges en un 28,6% hi vivien nens de menys de 18 anys, en un 54,5% hi vivien parelles casades, en un 8,7% dones solteres, i en un 34,4% no eren unitats familiars. En el 30,1% dels habitatges hi vivien persones soles el 19,1% de les quals corresponia a persones de 65 anys o més que vivien soles. El nombre mitjà de persones vivint en cada habitatge era de 2,41 i el nombre mitjà de persones que vivien en cada família era de 3.
Per edats la població es repartia de la següent manera: un 24,1% tenia menys de 18 anys, un 8% entre 18 i 24, un 25% entre 25 i 44, un 22,7% de 45 a 60 i un 20,3% 65 anys o més.
L'edat mediana era de 41 anys. Per cada 100 dones de 18 o més anys hi havia 90,3 homes.
La renda mediana per habitatge era de 37.083 $ i la renda mediana per família de 45.263 $. Els homes tenien una renda mediana de 32.277 $ mentre que les dones 22.727 $. La renda per capita de la població era de 19.611 $. Aproximadament el 4,4% de les famílies i el 6,4% de la població estaven per davall del llindar de pobresa.

## Poblacions properes
El següent diagrama mostra les poblacions més properes.